# Bychówko
Bychówko (kaszb. Bychòwkò lub Bichòwkò) – część wsi Bychowo w Polsce położona w województwie pomorskim, w powiecie wejherowskim, w gminie Gniewino.
Miejscowość położona jest nad Bychowską Strugą.
Osada wchodzi w skład sołectwa Bychowo.
Znajduje się tu zabytkowy młyn wodny.
W latach 1975–1998 miejscowość administracyjnie należała do województwa gdańskiego.
Inne miejscowości o nazwie Bychowo.